# Somalibia guttifera
Somalibia guttifera är en skalbaggsart som beskrevs av Lansberge 1882. Somalibia guttifera ingår i släktet Somalibia och familjen Cetoniidae. Inga underarter finns listade i Catalogue of Life.